# 克雷采尼鄉
44°41′N 24°11′E / 44.683°N 24.183°E
克雷采尼鄉（羅馬尼亞語：Comuna Crețeni, Vâlcea），是羅馬尼亞的鄉份，位於該國西南部，由沃爾恰縣負責管轄，面積30平方公里，海拔高度184米，2002年人口2,489，人口密度每平方公里83人。